# فيجو كونت روزنبورغ
الأمير فيجو كونت روزنبورغ (بالدنماركية: Viggo af Rosenborg) (25 ديسمبر 1893 - 4 يناير 1970) كان أمير دنماركي فهو الابن الأصغر للأمير فالديمار أمير الدنمارك والأميرة ماري.